# Петтерсен, Брит
Брит Петтерсен (норв. Brit Pettersen; род. 24 ноября 1961 года, Лиллехаммер) — норвежская лыжница, олимпийская чемпионка, чемпионка мира, победительница этапов Кубка мира.
В Кубке мира Петтерсен дебютировала в 1982 году, в том же году одержала первую победу на этапе Кубка мира. Всего имеет на своём счету 10 побед на этапах Кубка мира. Петтерсен дважды в карьере становилась второй в итоговом зачёте Кубка мира, в сезоне 1981/82 она 10 очков уступила Берит Эунли, а в сезоне 1982/83 8 очков Марье-Лийсе Хямяляйнен.
На Олимпиаде-1980 в Лейк-Плэсиде завоевала бронзу в эстафетной гонке, а также стала 21-й в гонке на 5 км.
На Олимпиаде-1984 в Сараево стала чемпионкой в эстафетной гонке и бронзовой медалисткой в гонке на 10 км классикой, кроме того стала 6-й в гонке на 5 км коньком и 6-й в гонке на 20 км классикой.
На Олимпиаде-1988 в Калгари заняла 11-е место в гонке на 5 км классикой и 14-е место в гонке на 10 км классикой.
За свою карьеру принимала участие в трёх чемпионатах мира, на которых завоевала одну золотую, одну серебряную и две бронзовые медали.